# Bass Lite
Bass Lite — офшорне газове родовище в Мексиканській затоці, розташоване на південний схід від дельти Міссісіпі.
Виявлене у 2001 році, родовище знаходиться в районі з глибиною моря 2019 метрів, а його поклади виявились пов'язаними з епохою плейстоцену.

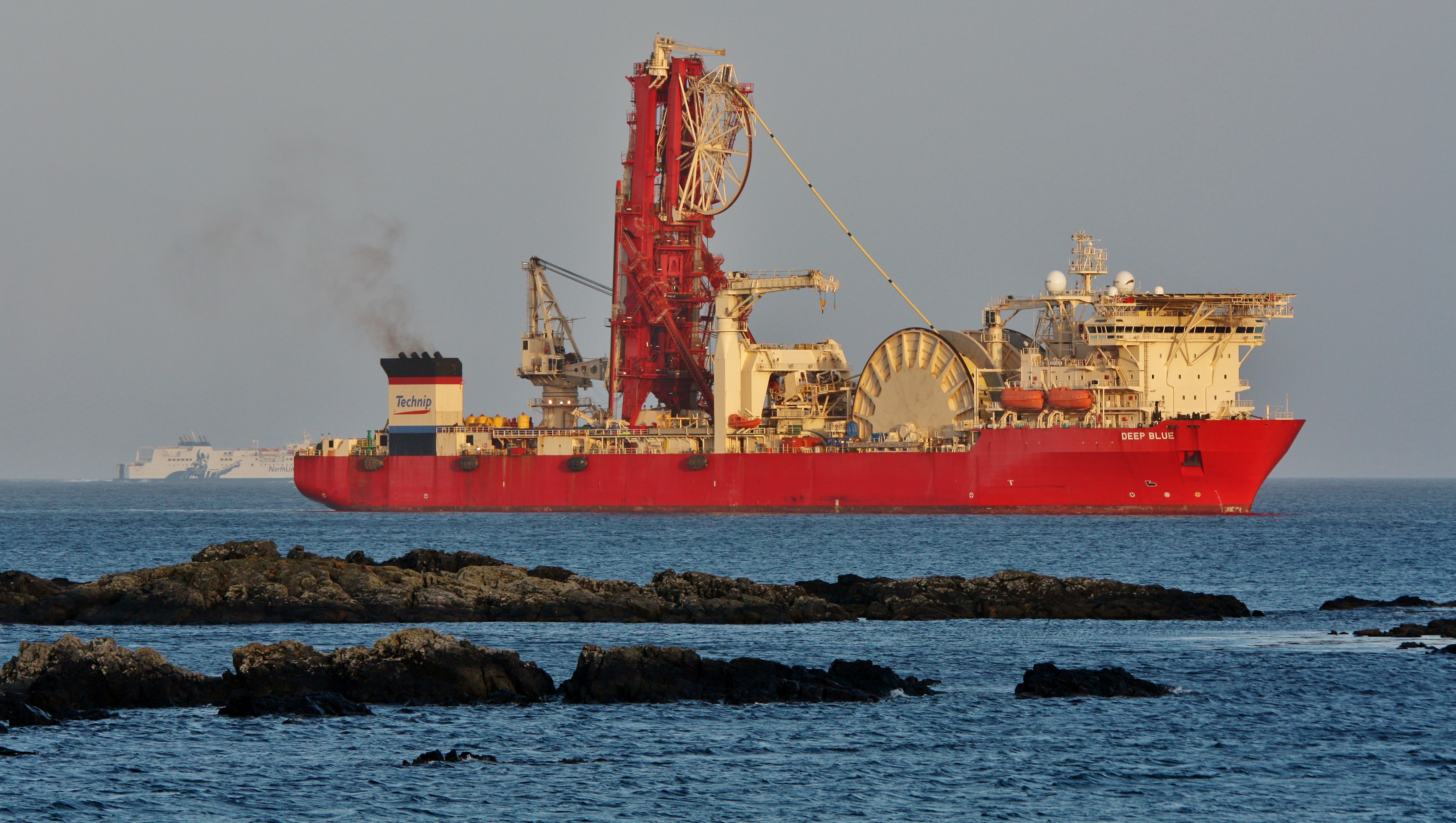
Трубоукладальне судно Deep Blue, яке проклало експортний газопровід та встановило райзер до процесингової платформи

Розробку Bass Lite провадили через дві пробурені у 2007 році та облаштовані в підводному виконанні свердловини, від яких трубоукладальне судно Deep Blue проклало газопровід довжиною 56 миль до платформи родовища Devils Tower. Воно ж облаштували райзер (лінію від підводного обладнання до поверхневих споруд) діаметром 200 мм та довжиною 2,3 км. Газ через Devils Tower подавався до системи Canyon Chief.
Для управління роботою свердловин інше трубоукладальне судно Apache проклало від платформи спеціальну комунікацію (umbilical), призначену для передачі електричного струму, гідравлічних зусиль та управлінських команд.
Першу продукцію з родовища отримали в лютому 2008 року, а станом на кінець 2015-го Bass Lite було повністю розроблене з накопиченим видобутком в обсязі 3,7 млрд м³ газу. Наступного року напівзанурене бурове судно Ensco 8503 провело ізоляційно-ліквідаційні роботи на двох свердловинах родовища.